# Plaque de Kula
Pour les articles homonymes, voir Kula.
La plaque de Kula est une ancienne plaque tectonique de la lithosphère de la planète Terre.

## Dynamique

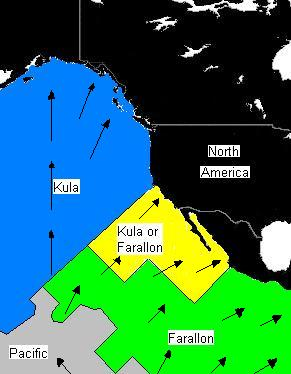
Carte de la situation tectonique il y a environ 70 millions d'années avec la plaque de Kula au nord-ouest, la plaque Farallon au sud-est et la plaque pacifique au sud.

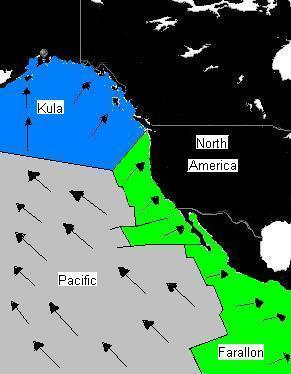
Carte de la situation tectonique il y a 55 millions d'années avec les plaques de Kula et Farallon en fin de subduction et la plaque pacifique dont la superficie augmente.

Elle se situait au nord-est de ce qui allait devenir l'océan Pacifique. Elle a totalement disparu par subduction sous la côte ouest de l'Amérique du Nord à partir du Jurassique. Les derniers fragments de la plaque de Kula ont disparu il y a vingt millions d'années sous l'Alaska à une vitesse de cinq à six centimètres par an.
Les frontières avec les autres plaques étaient constituées de dorsales et de failles de transformation (océan Pacifique) et de subduction (côte pacifique de l'Amérique du Nord).
La plaque de Kula était séparée de la plaque Farallon qui se trouvait au sud par une dorsale océanique elle aussi disparue : la dorsale de Kula. Durant l'épisode Challis il y a entre 57 et 37 millions d'années, alors que l'extrémité de cette dorsale se trouvait au niveau des États américains de l'Oregon et de Washington, elle a donné naissance à des épanchements de basalte dont une partie forme la péninsule Olympique au sud de l'île de Vancouver.
La plaque de Kula ne comportait vraisemblablement aucune partie continentale et était donc majoritairement formée de lithosphère océanique.
La plaque de Kula est née de la rupture en deux de la plaque Farallon il y a 90 ou 80 millions d'années lors de la création de la dorsale de Kula en direction du continent nord-américain.

### Sources
- (en) Burke Museum - L'épisode de la Chaîne Côtière et la rupture de la plaque Farallon
- (en) Burke Museum - L'épisode Challis

### Référence
- (en) Cet article est partiellement ou en totalité issu de l’article de Wikipédia en anglais intitulé « Kula Plate » (voir la liste des auteurs).